# The Trail of the Serpent (film 1915)
The Trail of the Serpent è un cortometraggio muto del 1915 diretto da Frank Cooley. Di genere western, fu prodotto dall'American Film Manufacturing Company e aveva come interpreti E. Forrest Taylor, Helene Rossom, George Webb, Harry Edmondson, Nell Franzen.

## Trama
In punto di morte, Big Ben lascia la proprietà della sua miniera alla nipote Marguerite facendo di Bob Hadley il proprio esecutore testamentario. Informata da Hadley, Marguerite decide di partire per l'Ovest. Durante il viaggio, conosce Knox, un tipo infido che riesce a entrare nelle sue grazie proponendosi come consulente finanziario e convincendola ad accettare la sua proposta di matrimonio. L'accompagnatore di Marguerite suscita subito i sospetti di Hadley. Quando Hadley consiglia alla ragazza di vendere la miniera perché la ritiene poco produttiva, lei acconsente. Colpita dalla personalità di Hadley, Marguerite rompe il fidanzamento con Knox, suscitando la gelosia dell'uomo e il suo desiderio di vendetta. Knox si offre di acquistare la miniera a un prezzo molto basso e firma il contratto con Hadley, ma il documento gli cade dalla tasca. Lo trova Carlotta, una ragazza messicana innamorata di Hadley, che lo dà a lui e gli racconta di avere visto Knox e Pedro, un cercatore messicano, vicino a un tunnel segreto. La galleria si apre su un ricco filone aureo.

Passando vicino alla baita, Pedro vede Carlotta parlare con Hadley e, preso da rabbia, gli spara contro ma il proiettile colpisce Carlotta. Hadley, scoperto il tunnel segreto, dà la caccia a Knox, lo marchia come truffatore e gli lancia il denaro in faccia. Il malvivente, scoperta la perdita dell'atto di vendita, si precipita nella capanna del suo avversario prima che questo rientri, sperando di recuperare il documento. Ma Pedro, che vede all'interno l'ombra di un uomo, crede sia Hadley e gli spara, uccidendo invece il socio. Hadley si precipita dentro, scopre l'omicidio e recupera anche il documento. Marguerite, da questo momento, si rende conto di esseri innamorata di Hadley.

## Produzione
Il film fu prodotto dalla American Film Manufacturing Company come Mustang.

## Distribuzione
Distribuito dalla Mutual, il film - un cortometraggio in due bobine - uscì nelle sale statunitensi il 5 novembre 1915.